# Vladimir Olgerdovitsj
Vladimir Olgerdovitsj (Wit-Russisch: Уладзімер Альгердавіч, Litouws: Vladimiras Algirdaitis, Pools: Włodzimierz Olgierdowic, Oekraïens: Володимир Ольгердович; gestorven na 1398) was een zoon van grootvorst Algirdas en Maria van Vitebsk en was tussen 1362 en 1398 Grootvorst van Kiev.

## Biografie
Na de Slag van de Blauwe Wateren, waarbij Vladimir meevocht, viel het vorstendom Kiev definitief in handen van het Grootvorstendom Litouwen. Vladimir werd vervolgens door zijn vader in Kiev geïnstalleerd als de vervanger van Fjodor van Kiev. Vladimir beoefende zijn eigen onafhankelijke politiek en gaf zelfs zijn eigen munten uit. In 1384 liet Vladimir zijn troepen Dionysius I van Moskou oppakken die een jaar later in gevangenschap zou sterven.
Toen twee jaar later zijn halfbroer Jogaila koning van Polen werd legde Vladimir Olgerdovitsj een eed van trouw af. In 1392 werd Vytautas de grootvorst van Litouwen en begon met het installeren van getrouwe regenten en hertogen. Ook Vladimir was hier een slachtoffer van. Hij werd als grootvorst opgevolgd door Skirgaila. Hij ging in eerste instantie nog het gevecht met hen aan, maar nadat hij de slag verloor gaf hij zijn positie op.